# Lemniscomys
Lemniscomys (Trouessart, 1881) è un genere di Roditori della famiglia dei Muridi, comunemente noti come topi striati.

## Descrizione

### Dimensioni
Al genere Lemniscomys appartengono roditori di piccole dimensioni, con lunghezza della testa e del corpo tra 90 e 142 mm, la lunghezza della coda tra 92 e 155 mm e un peso fino a 68 g.

### Caratteristiche craniche e dentarie
Il cranio è leggermente curvato lateralmente, presenta creste sopra-orbitali e sopra-occipitali ben sviluppate. Gli incisivi superiori sono opistodonti, ovvero con le punte rivolte verso l'interno della bocca, sono corti, lisci e di colore arancione.
Sono caratterizzati dalla seguente formula dentaria:

### Aspetto
La pelliccia è ruvida. Il genere è caratterizzato da una serie di strisce chiare che si estendono lungo tutto il dorso ed i fianchi. Alcune specie hanno delle serie di macchie al posto delle striature, mentre altre ancora hanno una sola striscia dorsale nera. La coda è generalmente più lunga della testa e del corpo ed è ricoperta fittamente di peli. La testa è stretta, il muso appuntito, gli occhi sono grandi e le orecchie sono grandi e arrotondate. I piedi sono sottili, le tre dita centrali sono allungate mentre le due esterne sono fortemente ridotte. Le zampe anteriori hanno il mignolo senza artiglio e rudimentale. Le femmine hanno un paio di mammelle pettorali, un paio post-ascellari e due paia inguinali.

## Distribuzione
Questo genere è diffuso nell'Africa subsahariana.

## Tassonomia
Il genere comprende 11 specie.
- L.barbarus group - Sono presenti delle linee continue sui fianchi.
  - Lemniscomys barbarus
  - Lemniscomys hoogstraali
  - Lemniscomys zebra
- L.griselda group - È presente una singola linea dorsale.
  - Lemniscomys griselda
  - Lemniscomys linulus
  - Lemniscomys rosalia
  - Lemniscomys roseveari
- L.striatus group - Sono presenti delle file di piccole macchie sui fianchi.
  - Lemniscomys bellieri
  - Lemniscomys macculus
  - Lemniscomys mittendorfi
  - Lemniscomys striatus